# Michelstadt
Michelstadt ist eine Stadt im südhessischen Odenwaldkreis, im Odenwald etwa mittig zwischen Aschaffenburg und Heidelberg gelegen.

## Geografie

### Geographische Lage
Michelstadt ist mit rund 16.000 Einwohnern die größte Stadt des Odenwaldkreises. Sie grenzt an die unmittelbar südlich gelegene Kreisstadt Erbach an und bildet mit ihr zusammen das Zentrum des Odenwaldkreises. Die Kernstadt liegt verkehrsgünstig in dem weiten, in Süd-Nord-Richtung verlaufenden Talzug der Mümling auf etwa 200 Meter Höhe. Der Stadtteil Stockheim im Südosten ist mit der Kernstadt baulich zusammengewachsen. Der Stadtteil Steinbach liegt im Nordwesten an der Mündung des Rehbachs in die Mümling. Die Stadtteile Rehbach und Steinbuch befinden sich im Westen des Stadtgebietes in höher gelegenen Seitentälern. Weiten-Gesäß liegt auf einer Bergkuppe im Nordosten, und die beiden höchstgelegenen Stadtteile Vielbrunn (430 Meter) und Würzberg (515 Meter) sind ganz im Osten an der Landesgrenze nach Bayern auf dem Höhenzug angesiedelt, der das Mümlingtal vom Mudtal scheidet. Die höchste Erhebung des Stadtgebiets liegt am westlichen Ortsrand von Würzberg und erreicht 544 Meter, der tiefste Punkt (176 Meter) befindet sich an der nordöstlichen Stadtgrenze am Laudenbach an der Hessisch-Bayerischen Grenze im Ortsgebiet von Vielbrunn.
Von westlich Rehbach bis nordöstlich Vielbrunn erstreckt sich das Stadtgebiet in Ost-West-Richtung auf etwa 16 Kilometer, während sich die Nord-Süd-Ausdehnung im Mümlingtal auf drei bis vier Kilometer beschränkt, entlang der Landesgrenze im Osten jedoch etwa 15 Kilometer erreicht.

### Nachbargemeinden
Michelstadt grenzt im Norden an die Gemeinde Brombachtal, die Stadt Bad König und die Gemeinde Lützelbach, im Osten an die Stadt Klingenberg, die Märkte Laudenbach, Kleinheubach, die Stadt Miltenberg, den Markt Weilbach, die Stadt Amorbach und den Markt Kirchzell (alle sieben Landkreis Miltenberg in Bayern), im Süden an die Stadt Erbach sowie im Westen an die Gemeinden Mossautal und Reichelsheim.

### Stadtgliederung
Stadtteile von Michelstadt sind:
- Michelstadt
- Rehbach
- Steinbach mit dem Weiler Asselbrunn
- Steinbuch
- Stockheim
- Vielbrunn mit den Weilern Bremhof, Brunnthal, Ohrnbach und Geiersmühle
- Weiten-Gesäß
- Würzberg mit den Weilern Mangelsbach, Eulbach

### Klimatabelle
|                       | Jan | Feb | Mär | Apr | Mai | Jun | Jul | Aug | Sep | Okt | Nov | Dez |   |      |
| Mittl. Tagesmax. (°C) | 1   | 3   | 7   | 12  | 16  | 20  | 21  | 21  | 18  | 13  | 6   | 3   | ⌀ | 11,8 |
| Mittl. Tagesmin. (°C) | −3  | −2  | 0   | 3   | 7   | 11  | 12  | 12  | 9   | 6   | 1   | −2  | ⌀ | 4,5  |
|                       |     |     |     |     |     |     |     |     |     |     |     |     |   |      |
| Niederschlag (mm)     | 94  | 83  | 78  | 71  | 78  | 97  | 93  | 98  | 79  | 76  | 98  | 109 | Σ | 1054 |
|                       |     |     |     |     |     |     |     |     |     |     |     |     |   |      |
| Regentage (d)         | 19  | 15  | 12  | 14  | 13  | 13  | 15  | 14  | 14  | 14  | 17  | 17  | Σ | 177  |
|                       |     |     |     |     |     |     |     |     |     |     |     |     |   |      |
| Luftfeuchtigkeit (%)  | 88  | 84  | 80  | 75  | 73  | 75  | 74  | 75  | 80  | 83  | 87  | 88  | ⌀ | 80,1 |

| −3 |

| −2 |

| 0 |

| 3 |

| 7 |

| 11 |

| 12 |

| 12 |

| 9 |

| 6 |

| 1 |

| −2 |

| −3 |

| −2 |

| 0 |

| 3 |

| 7 |

| 11 |

| 12 |

| 12 |

| 9 |

| 6 |

| 1 |

| −2 |

## Geschichte

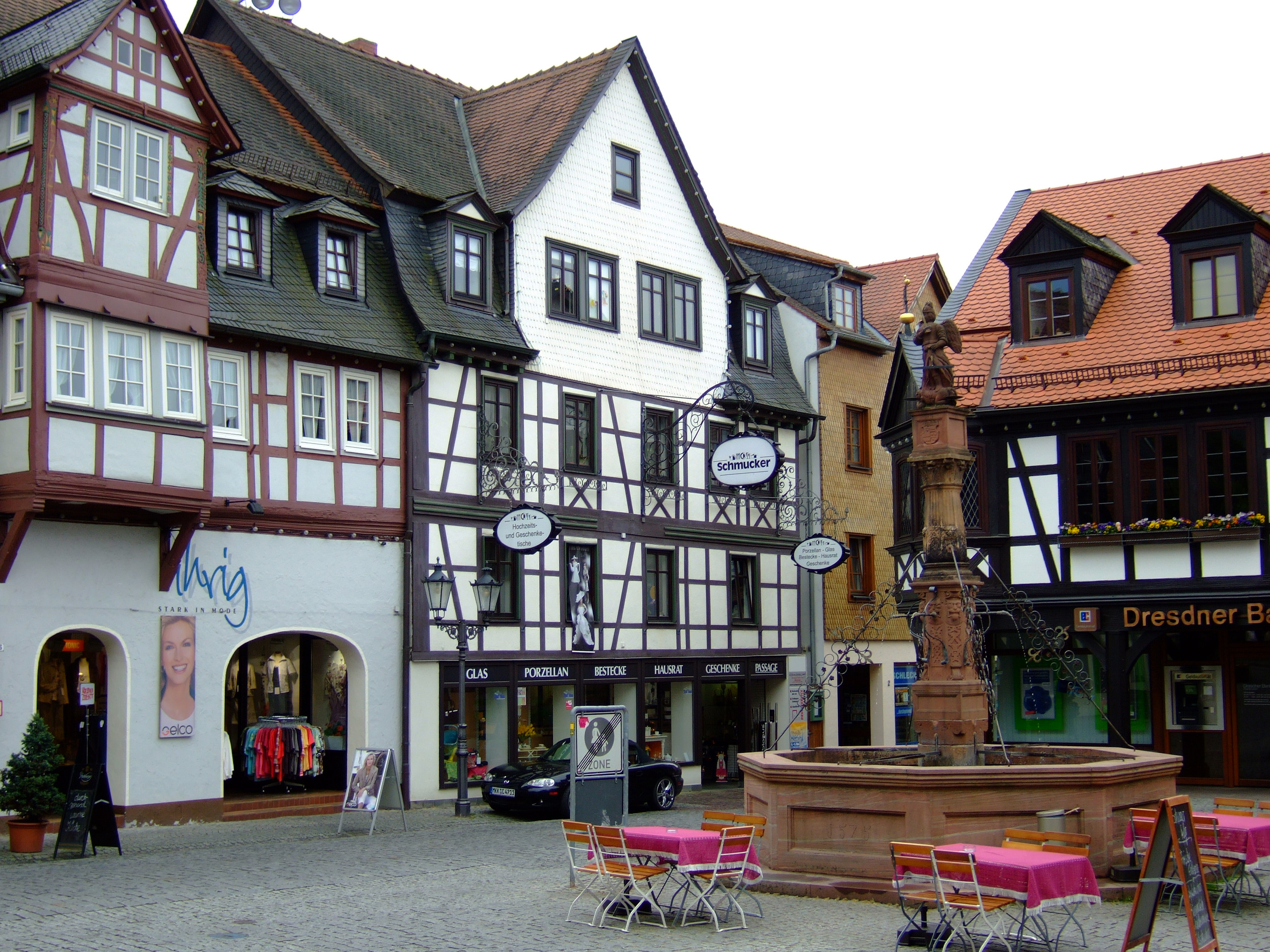
Fachwerkhäuser am Marktplatz mit Marktbrunnen

### Mittelalter
In der jüngeren Vita des Burkard steht im Buch 2: Daher bestätigte er selbst das Landgut (bzw. den Ort), das Michilstat genannt wird und das ihm einst Fürst Karlmann zum Eigentum übergeben hatte, den hl. Martyrern durch gesetzmäßige Investitur. Die Burg von Michelstadt ging aus einem fränkischen Gutshof hervor und wurde zu einem Zufluchtsort für die Bewohner der Umgebung ausgebaut.
Im Jahre 815 wurde die Mark „Michlinstat“ verschenkt. Als Anerkennung für seine großen Verdienste als Vertrauter am Hofe Karls des Großen erhielt Einhard den Hauptort und alles Land im Umkreis von zwei Leugen (etwa 15 km) von Karls Sohn, Ludwig dem Frommen, als freies Eigentum. Er ist der Erbauer der Einhardsbasilika. Im Jahre 819 vermachte er seinen Odenwälder Besitz dem Kloster Lorsch und beschrieb dabei recht genau die Grenzen der Mark Michelstadt. Am 14. März 840 erhielt das Kloster Lorsch diesen Besitz übertragen.

### Frühe Neuzeit
Michelstadt lag in der Grafschaft Erbach und dort im Amt Michelstadt.
Wahrscheinlich 1551 wurde die Michelstädter Apotheke gegründet.
Im 17. Jahrhundert wurden die ersten Häuser außerhalb der schützenden Mauern errichtet. Als drittes Stadttor kam 1773 noch das Neutor hinzu. Im 19. Jahrhundert wurden die Tortürme nacheinander abgerissen.

### Neuzeit
Michelstadt gehörte als Teil des Amtes Michelstadt seit Mitte des 18. Jahrhunderts zur Teilgrafschaft Erbach-Fürstenau, die mit der Mediatisierung 1806 wie die gesamte Grafschaft Erbach (ohne das Amt Wildenstein, das an Bayern kam), Teil des Großherzogtums Hessen (Hessen-Darmstadt) wurde. Ab 1822 gehörte Michelstadt zum Landratsbezirk Erbach, ab 1852 zum Kreis Erbach (ab 1939: „Landkreis Erbach“), der – mit leichten Grenzberichtigungen – seit 1972 Odenwaldkreis heißt. Nach Auflösung des Amtes Michelstadt 1822 nahm die erstinstanzliche Rechtsprechung für Michelstadt das Landgericht Michelstadt wahr, ab 1879 das Amtsgericht Michelstadt.
Der Bau der Odenwaldbahn erreichte 1881 auch Michelstadt, was einen starken wirtschaftlichen Aufschwung zur Folge hatte: Aus dem einstigen Ackerbürgerstädtchen mit all seinen Handwerkern und Händlern entwickelte sich ein ansehnliches Gemeinwesen mit bedeutenden Industriebetrieben auf der Grundlage einer jahrhundertealten Eisenverarbeitung, die schon im 16. Jh. begonnen hatte. Wirtschaftlich begann ein neues Zeitalter. Aus der Tuchweber- und Färberzunft entwickelte sich eine Tuchfabrik, aus Eisenhütten entstanden Maschinenfabriken. Die Elfenbeinschnitzerei war Ausgangspunkt für Betriebe der Souvenir-Branche und der Kunststoff-Verarbeitung.
An die Verfolgung jüdischer Mitbürger in der Schoah nach 1933 erinnern Gedenktafeln im als Museum restaurierten Synagogengebäude sowie 59 ab 2000 angebrachte „Stolpersteine“, Plaketten mit den Namen der Ermordeten, die im Straßenpflaster vor ihren ehemaligen Wohnhäusern eingefügt wurden.
Im Jahr 2007 wurde die Fusion der Städte Michelstadt und Erbach zur neuen Stadt Erbach-Michelstadt für 2009 beschlossen. Ziel war es, einerseits mit 31.000 Einwohnern eine größere Gewichtung in Hessen zu haben und andererseits Kosten einzusparen. Durch einen Bürgerentscheid in beiden Städten wurde das Vorhaben jedoch gestoppt. Die Michelstädter votierten dabei mit 54,9 Prozent gegen die Städtefusion.

### Eingemeindungen
Im Zuge der hessischen Gemeindegebietsreform wurden dem Stadtgebiet Michelstadt vom 1. April 1971 bis zum 1. August 1972 sieben bis dahin selbständige Gemeinden eingemeindet. Für alle eingegliederten Gemeinden wurde je ein Ortsbezirk errichtet.
| Stadtteil    | Datum der Eingemeindung | Ew. 1961 | Ew. 1970 | Ew. 2012 | Anmerkungen                             |
| ------------ | ----------------------- | -------- | -------- | -------- | --------------------------------------- |
| Michelstadt  | –                       | 7779     | 8559     | 8927     |                                         |
| Weiten-Gesäß | 1. Oktober 1971         | 661      | 758      | 961      |                                         |
| Rehbach      | 1. Dezember 1971        | 264      | 303      | 586      |                                         |
| Steinbach    | 1. August 1972          | 1869     | 1904     | 2096     | mit dem Weiler Asselbrunn               |
| Steinbuch    | 1. Februar 1972         | 540      | 527      | 554      |                                         |
| Stockheim    | 1. April 1971           | 504      | 649      | 1367     |                                         |
| Vielbrunn    | 1. August 1972          | 986      | 1163     | 1297     | mit den Weilern Bremhof und Brunnthal   |
| Würzberg     | 1. Februar 1972         | 835      | 837      | 840      | mit den Weilern Mangelsbach und Eulbach |

Für alle nach Michelstadt eingegliederten ehemaligen Gemeinden wurden je ein Ortsbezirk mit Ortsbeirat und Ortsvorsteher nach der Hessischen Gemeindeordnung eingerichtet.

### Verwaltungsgeschichte im Überblick
Die folgende Liste zeigt die Staaten und Verwaltungseinheiten, denen Michelstadt angehört(e):
- 815: Fränkisches Reich, Mark Michelstadt
- 819: Ostfränkisches Reich, Michlenstat in pago Plumgouue
- vor 1718: Heiliges Römisches Reich, Grafschaft Erbach, Amt Michelstadt (Zent Michelstadt)
- ab 1718: Heiliges Römisches Reich, Grafschaft Erbach (Erbach-Fürstenauer Linie), Amt Michelstadt
- ab 1806: Großherzogtum Hessen (Souveränitätslande),[Anm. 2] Fürstentum Starkenburg, Amt Michelstadt (zur Standesherrschaft Erbach gehörig)
- ab 1815: Großherzogtum Hessen (Souveränitätslande), Provinz Starkenburg, Amt Michelstadt (zur Standesherrschaft Erbach gehörig)
- ab 1820: Großherzogtum Hessen (Souveränitätslande), Provinz Starkenburg, standesherrliches Amt Fürstenau
- ab 1822: Großherzogtum Hessen, Provinz Starkenburg, Landratsbezirk Erbach[Anm. 3]
- ab 1848: Großherzogtum Hessen, Regierungsbezirk Erbach
- ab 1852: Großherzogtum Hessen, Provinz Starkenburg, Kreis Erbach
- ab 1871: Deutsches Reich, Großherzogtum Hessen, Provinz Starkenburg, Kreis Erbach
- ab 1918: Deutsches Reich, Volksstaat Hessen,[Anm. 4] Provinz Starkenburg, Kreis Erbach
- ab 1938: Deutsches Reich, Volksstaat Hessen, Landkreis Erbach[18][Anm. 5]
- ab 1945: Deutsches Reich, Amerikanische Besatzungszone,[Anm. 6] Groß-Hessen, Regierungsbezirk Darmstadt, Landkreis Erbach
- ab 1946: Deutsches Reich, Amerikanische Besatzungszone, Hessen, Regierungsbezirk Darmstadt, Landkreis Erbach
- ab 1949: Bundesrepublik Deutschland, Hessen, Regierungsbezirk Darmstadt, Landkreis Erbach
- ab 1972: Bundesrepublik Deutschland, Hessen, Regierungsbezirk Darmstadt, Odenwaldkreis

## Bevölkerung

### Einwohnerstruktur 2011/2022
Nach den Erhebungen des Zensus 2011/Zensus 2022 lebten am Stichtag, dem 9. Mai 2011 / 15. Mai 2022, in Michelstadt 16.409/15.688 Einwohner. Darunter waren 1439/2375 (8,8 % / 15,1 %) Ausländer, von denen 430/1039 aus dem EU-Ausland, 823/875 aus anderen europäischen Ländern und 188/464 aus anderen Staaten kamen./ (Bis zum Jahr 2020 erhöhte sich die Ausländerquote auf 13,5 %.) Von den deutschen Einwohnern hatten 16,4 % / 18,9 % einen Migrationshintergrund./ Nach dem Lebensalter waren 2873/2567 Einwohner unter 18 Jahren, 6672/5534 zwischen 18 und 49, 3447/3635 zwischen 50 und 64 und 3418/3893 Einwohner waren älter./ Die Einwohner lebten in 7205/4251 Haushalten. Davon waren 2317/? Singlehaushalte, 2012/1947 Paare ohne Kinder und 2056/1788 Paare mit Kindern, sowie 642/514 Alleinerziehende und 182/? Wohngemeinschaften./ In 1673/769 Haushalten lebten ausschließlich Senioren und in 4758/2660 Haushaltungen lebten keine Senioren./

### Einwohnerentwicklung
| Quelle: Historisches Ortslexikon |                                                                                 |
| • 815:                           | 40 männliche und weibliche Leibeigene, 14 hörige Knechte mit Frauen und Kindern |
| • um 1500                        | ca. 350 Einwohner                                                               |
| • 1507:                          | 37 steuerpflichtige Haushaltsvorstände einschließlich Witwen                    |
| • 1523:                          | 63 wehrfähige Männer                                                            |
| • 1550:                          | 61 Familien                                                                     |
| • 1666:                          | 60 Anwesen mit ca. 300 Personen                                                 |
| • 1701:                          | 470 Einwohner                                                                   |
| • 1703:                          | 88 Anwesen mit 467 Einwohnern                                                   |
| • 1731:                          | 130 Bürger, 12 begüterte Witwen, 15 Beisassen, 8 Juden                          |
| • 1753:                          | 142 Wohnstätten, 34 Scheuern, 11 Plätze                                         |

| Michelstadt: Einwohnerzahlen von 1750 bis 2022 | Michelstadt: Einwohnerzahlen von 1750 bis 2022 | Michelstadt: Einwohnerzahlen von 1750 bis 2022 | Michelstadt: Einwohnerzahlen von 1750 bis 2022 | Michelstadt: Einwohnerzahlen von 1750 bis 2022 |
| --- | ---------------------------------------------- | ---------------------------------------------- | ---------------------------------------------- | ---------------------------------------------- |
| Jahr |                                                |                                                |                                                | Einwohner                                      |
| 1750 | 1750                                           |                                                | 1.096                                          | 1.096                                          |
| 1791 | 1791                                           |                                                | 1.666                                          | 1.666                                          |
| 1806 | 1806                                           |                                                | 2.070                                          | 2.070                                          |
| 1829 | 1829                                           |                                                | 2.728                                          | 2.728                                          |
| 1834 | 1834                                           |                                                | 2.796                                          | 2.796                                          |
| 1840 | 1840                                           |                                                | 3.272                                          | 3.272                                          |
| 1846 | 1846                                           |                                                | 3.407                                          | 3.407                                          |
| 1852 | 1852                                           |                                                | 3.414                                          | 3.414                                          |
| 1858 | 1858                                           |                                                | 2.908                                          | 2.908                                          |
| 1864 | 1864                                           |                                                | 3.058                                          | 3.058                                          |
| 1871 | 1871                                           |                                                | 3.247                                          | 3.247                                          |
| 1875 | 1875                                           |                                                | 3.282                                          | 3.282                                          |
| 1885 | 1885                                           |                                                | 3.158                                          | 3.158                                          |
| 1895 | 1895                                           |                                                | 3.112                                          | 3.112                                          |
| 1905 | 1905                                           |                                                | 3.441                                          | 3.441                                          |
| 1910 | 1910                                           |                                                | 3.630                                          | 3.630                                          |
| 1925 | 1925                                           |                                                | 3.881                                          | 3.881                                          |
| 1939 | 1939                                           |                                                | 4.085                                          | 4.085                                          |
| 1946 | 1946                                           |                                                | 5.541                                          | 5.541                                          |
| 1950 | 1950                                           |                                                | 6.046                                          | 6.046                                          |
| 1956 | 1956                                           |                                                | 6.153                                          | 6.153                                          |
| 1961 | 1961                                           |                                                | 6.614                                          | 6.614                                          |
| 1967 | 1967                                           |                                                | 6.528                                          | 6.528                                          |
| 1970 | 1970                                           |                                                | 7.152                                          | 7.152                                          |
| 1973 | 1973                                           |                                                | 13.881                                         | 13.881                                         |
| 1975 | 1975                                           |                                                | 13.591                                         | 13.591                                         |
| 1980 | 1980                                           |                                                | 14.000                                         | 14.000                                         |
| 1985 | 1985                                           |                                                | 14.288                                         | 14.288                                         |
| 1990 | 1990                                           |                                                | 15.293                                         | 15.293                                         |
| 1995 | 1995                                           |                                                | 16.535                                         | 16.535                                         |
| 2000 | 2000                                           |                                                | 17.124                                         | 17.124                                         |
| 2005 | 2005                                           |                                                | 17.122                                         | 17.122                                         |
| 2010 | 2010                                           |                                                | 16.573                                         | 16.573                                         |
| 2011 | 2011                                           |                                                | 16.409                                         | 16.409                                         |
| 2015 | 2015                                           |                                                | 16.642                                         | 16.642                                         |
| 2022 | 2022                                           |                                                | 15.688                                         | 15.688                                         |
| Datenquelle: Historisches Gemeindeverzeichnis für Hessen: Die Bevölkerung der Gemeinden 1834 bis 1967. Wiesbaden: Hessisches Statistisches Landesamt, 1968. Weitere Quellen: LAGIS; Hessisches Statistisches Informationssystem; Zensus 2011; Zensus 2022 Nach 1970 einschließlich der im Zuge der Gebietsreform in Hessen eingegliederten Orte. |                                                |                                                |                                                |                                                |

### Religionszugehörigkeit
Quelle: Historisches Ortslexikon
| • 1752: | 1130 Einwohner, darunter 2 Reformierte, 18 Katholiken, 74 Juden (Rest lutherisch)                                                                                                 |
| • 1791: | 1666 Personen, darunter 104 Juden, 151 Fremde; sie wohnten in 186 Häusern und 5 Stadttürmen                                                                                       |
| • 1961: | 4887 evangelische (= 73,89 %), 1428 katholische (= 21,59 %) Einwohner |
| • 1987: | 9048 evangelische (= 63,6 %), 2987 katholische (= 21,1 %), 2148 sonstige (= 15,1 %) Einwohner                                                                                     |
| • 2011: | 7920 evangelische (= 48,3 %), 3330 katholische (= 20,3 %), 560 freikirchliche (= 3,4 %), 150 orthodoxe (= 0,9 %), 630 andersgläubig (= 3,9 %), 3800 sonstige (= 23,2 %) Einwohner |
| • 2022: | 5630 evangelische (= 35,9 %), 2080 katholische (= 33,3 %), 7982 sonstige (= 50,9 %) Einwohner                                                                                     |

## Politik

### Stadtverordnetenversammlung
Die Kommunalwahlen am 14. März 2021 lieferte folgendes Ergebnis, in Vergleich gesetzt zu früheren Kommunalwahlen:
| Sitzverteilung in der Stadtverordnetenversammlung 2021Insgesamt 37 Sitze - SPD: 11 - Grüne: 5 - FDP: 2 - CDU: 9 - ÜWG: 10 | Parteien und Wählergemeinschaften | Parteien und Wählergemeinschaften           | % 2021  | Sitze 2021 | % 2016 | Sitze 2016 | % 2011 | Sitze 2011 | % 2006 | Sitze 2006 | % 2001 | Sitze 2001 |
| Sitzverteilung in der Stadtverordnetenversammlung 2021Insgesamt 37 Sitze - SPD: 11 - Grüne: 5 - FDP: 2 - CDU: 9 - ÜWG: 10 | SPD                               | Sozialdemokratische Partei Deutschlands     | 28,73   | 11         | 32,6   | 12         | 35,7   | 13         | 36,7   | 14         | 36,7   | 14         |
| Sitzverteilung in der Stadtverordnetenversammlung 2021Insgesamt 37 Sitze - SPD: 11 - Grüne: 5 - FDP: 2 - CDU: 9 - ÜWG: 10 | ÜWG                               | Überparteiliche Wählergemeinschaft          | 26,67   | 10         | 28,7   | 11         | 23,2   | 9          | 22,8   | 8          | 26,8   | 10         |
| Sitzverteilung in der Stadtverordnetenversammlung 2021Insgesamt 37 Sitze - SPD: 11 - Grüne: 5 - FDP: 2 - CDU: 9 - ÜWG: 10 | CDU                               | Christlich Demokratische Union Deutschlands | 24,20   | 9          | 19,9   | 7          | 21,7   | 8          | 27,4   | 10         | 27,0   | 10         |
| Sitzverteilung in der Stadtverordnetenversammlung 2021Insgesamt 37 Sitze - SPD: 11 - Grüne: 5 - FDP: 2 - CDU: 9 - ÜWG: 10 | GRÜNE                             | Bündnis 90/Die Grünen                       | 13,49   | 5          | 9,9    | 4          | 14,5   | 5          | 9,4    | 4          | 9,5    | 3          |
| Sitzverteilung in der Stadtverordnetenversammlung 2021Insgesamt 37 Sitze - SPD: 11 - Grüne: 5 - FDP: 2 - CDU: 9 - ÜWG: 10 | FDP                               | Freie Demokratische Partei                  | 5,99    | 2          | 7,4    | 3          | 3,7    | 1          | 3,7    | 1          | —      | —          |
| Sitzverteilung in der Stadtverordnetenversammlung 2021Insgesamt 37 Sitze - SPD: 11 - Grüne: 5 - FDP: 2 - CDU: 9 - ÜWG: 10 | LINKE                             | Die Linke                                   | 0,92    | 0          | 1,6    | 0          | 1,2    | 1          | —      | —          | —      | —          |
| Sitzverteilung in der Stadtverordnetenversammlung 2021Insgesamt 37 Sitze - SPD: 11 - Grüne: 5 - FDP: 2 - CDU: 9 - ÜWG: 10 | Gesamt                            | Gesamt                                      | 100     | 37         | 100    | 37         | 100    | 37         | 100    | 37         | 100    | 37         |
| Sitzverteilung in der Stadtverordnetenversammlung 2021Insgesamt 37 Sitze - SPD: 11 - Grüne: 5 - FDP: 2 - CDU: 9 - ÜWG: 10 | Wahlbeteiligung                   | Wahlbeteiligung                             | 56,72 % | 56,72 %    | 49,7 % | 49,7 %     | 49,2 % | 49,2 %     | 49,3 % | 49,3 %     | 56,6 % | 56,6 %     |

### Bürgermeister

Rathaus von 1484

Nach der hessischen Kommunalverfassung wird der Bürgermeister für eine sechsjährige Amtszeit gewählt, seit dem Jahr 1993 in einer Direktwahl, und ist Vorsitzender des Magistrats, dem in der Stadt Michelstadt neben dem Bürgermeister ehrenamtlich ein Erster Stadtrat und acht weitere Stadträte angehören. Bürgermeister ist seit dem 17. September 2021 Tobias Robischon (ÜWG). Er wurde als Nachfolger von Stephan Kelbert, der nach zwei Amtszeiten nicht wieder kandidiert hatte, am 11. April 2021 in einer Stichwahl bei 49,1 Prozent Wahlbeteiligung mit 54,4 Prozent der Stimmen gewählt.
Amtszeiten der Bürgermeister
- 2021–2027 Tobias Robischon (ÜWG)[38]
- 2009–2021 Stephan Kelbert[39]
- 1979–2009 Reinhold Ruhr (ÜWG)
- 1954–1979 Erwin Hasenzahl (ÜWG)
- 1946–1954 Adam Wöber (SPD)
- 1933–1945 Anton Leber (NSDAP)
- 1930–1933 Karl Neff (SPD)
- 1919–1930 Heinrich Ritzel (SPD)

Hauptamtliche Bürgermeister gibt es in Michelstadt seit einer Änderung des Gesetzes, die Landgemeindeordnung betreffend, vom 8. Juli 1911 nach dem Ersten Weltkrieg. Am 3. Juli 1919 beschloss der Gemeinderat, die Stelle des Bürgermeisters, der damals von den Bürgern direkt gewählt wurde, künftig hauptamtlich zu besetzen. Eine separate Liste der Bürgermeister von Michelstadt reicht zurück bis in das Jahr 1823.

### Ortsbeiräte
Für Stadtteile Rehbach, Steinbach, Steinbuch, Stockheim, Vielbrunn, Weiten-Gesäß und Würzberg besteht je ein Ortsbezirke mit Ortsbeirat und Ortsvorsteher, nach Maßgabe der §§ 81 und 82 HGO und des Kommunalwahlgesetzes in der jeweils gültigen Fassung gebildet. Die Ortsbeiräte bestehen aus fünf bzw. sieben Mitgliedern. Die Ortsbezirke sind durch das Gebiet der ehemaligen Gemeinden abgegrenzt. Für Details siehe die jeweiligen Ortsartikel.

### Wappen
Der Stadt Michelstadt im Odenwaldkreis ist am 14. Juli 1980 vom Hessischen Minister des Innern ein Wappen mit folgender Blasonierung genehmigt worden:
In von Blau und Gold geteiltem Schild oben in Gold zwei (Erbacher) Sterne, (die untere Hälfte rankendamasziert).

### Städtepartnerschaften
- Rumilly, Département Haute-Savoie, Frankreich
- Hulst, Provinz Zeeland, Niederlande

### Städtefreundschaften
- Bad Dürkheim

## Religionen

### Christliche Gemeinden
- Gemeinden der Evangelischen Kirche in Hessen und Nassau in Michelstadt, Steinbach, Weiten-Gesäß, Würzberg und Vielbrunn[43] mit lutherischem Bekenntnis
- Römisch-katholische Pfarrgemeinden St. Sebastian in Michelstadt und Heilig Geist in Vielbrunn des Bistums Mainz
- Christliche Gemeinde Michelstadt (Mennoniten)
- Christliche Gemeinde Stockheim (Brüderbewegung)
- Evangelische Christen-Baptisten Gemeinde
- Kirche am Ring (ehemals evangelische Stadtmission)
- Freie Evangeliums-Christen Gemeinde
- JEB-Citykirche
- Kirche Jesu Christi der Heiligen der letzten Tage
- Gemeinde Michelstadt der Neuapostolischen Kirche Süddeutschland
- Ökumenisches Franziskanisches Zentrum Rehbach
- Selbständige Evangelisch-Lutherische Schloßgemeinde Fürstenau

### Jüdische Gemeinde
- Die Orthodoxe Jüdische Gemeinde Michelstadt (2005)

### Muslimische Gemeinden
- Muslimische Gemeinde (VIKZ) Stockheim
- Alevitische Gemeinde Odenwaldkreis

## Kultur und Sehenswürdigkeiten

### Theater
- Kleinkunstbühne Patat
- Erbach-Michelstädter Theatersommer, Freilichtspiele vor dem historischen Rathaus (ehemals Michelstädter Theatersommer im Kellereihof), seit 2009 im jährlichen Wechsel mit Erbach
- Theaterkarren e. V. Odenwald, seit 1998 Veranstaltungen mit wechselnden Gruppen und Regisseuren
- Michelstädter Theater Erich Becker, seit 2012 Aufführungen im Schenkenkeller
- Spiellust Michelstadt e. V.,[44] seit 2010 Theaterveranstaltungen im Sommer, Herbst und Frühjahr

### Museen
- Stadtmuseum mit Fritz-Kredel-Sammlung
- Museumsmühle Michelstadt – Historische Mühle von 1426
- Landesrabbiner Dr. l. E. Lichtigfeld-Museum (im Synagogen-Gebäude)
- Privates Elfenbeinmuseum Ulrich Seidenberg
- Nicolaus-Matz-Bibliothek

### Bauwerke
Michelstadt hat eine Altstadt mit vielen Fachwerkhäusern. Besondere Erwähnung verdienen – teils innerhalb der Altstadt, teils in den Wäldern des sonstigen Stadtgebiets – die folgenden Bauwerke: das Historische Rathaus, der Diebsturm an der Stadtmauer, der Kellereihof (eine im frühen Renaissancestil überbaute fränkische frühmittelalterliche Burganlage) im Stadtmauer-Ring, die spätgotische Stadtkirche (Ende des 15. Jahrhunderts), die Einhards-Basilika, das Schloss der Grafen zu Erbach-Fürstenau – Schloss Fürstenau – darin Teile einer alten Wasserburg in Michelstadt-Steinbach, das Jagdschloss Eulbach der Grafen zu Erbach-Erbach mit dem Eulbacher Park, die Synagoge, das Römerbad und Kastelle als Teil des Neckar-Odenwald-Limes. Auf dem Michelstädter Friedhof befindet sich die spätgotische Heilig-Kreuz-Kapelle, nachdem sie etwa um 1535 dahin versetzt wurde.
Historisches Rathaus

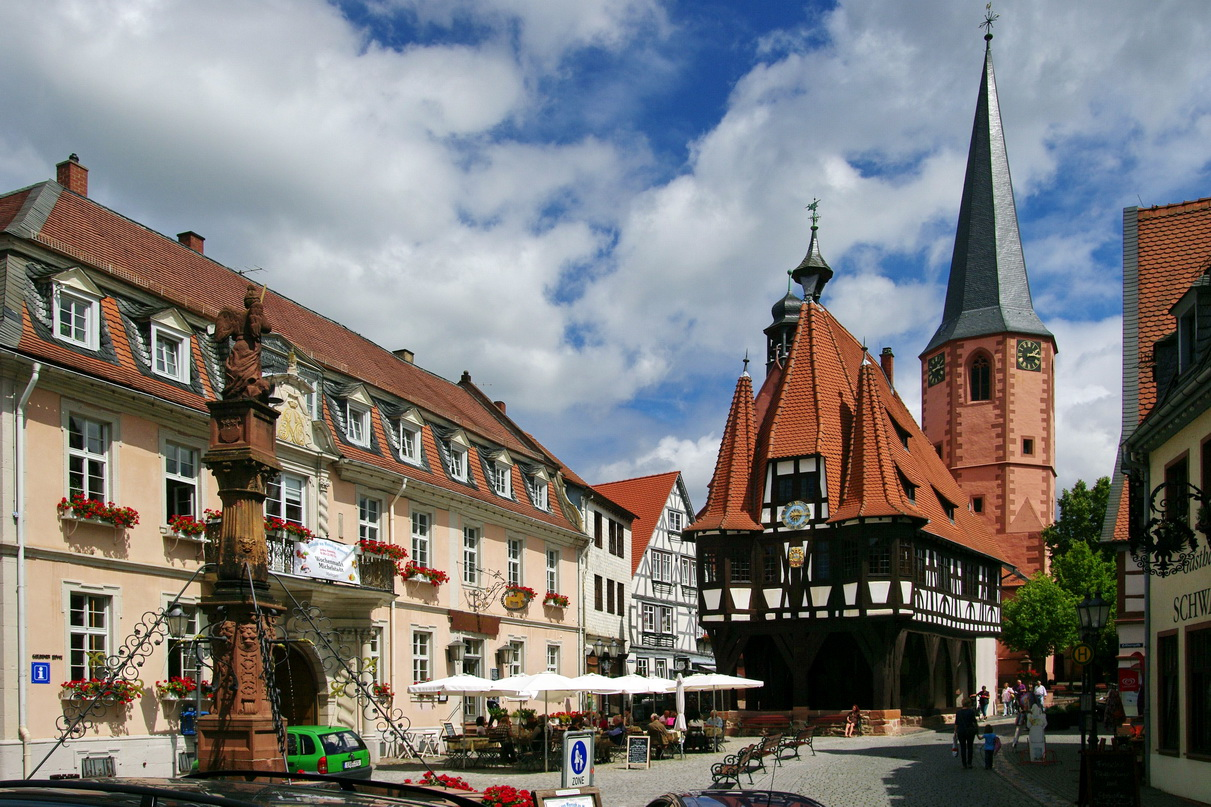
Marktplatz mit dem Alten Rathaus

Das Michelstädter Fachwerk-Rathaus, abgebildet auf einer Briefmarke der Deutschen Bundespost („500 Jahre Rathaus Michelstadt 1984“), wurde im Jahre 1484 im Stil der Spätgotik errichtet, danach mehrfach im Inneren verändert und war von 1743 bis 1903 verschindelt. Das Erdgeschoss des Rathauses diente von Beginn an als Markthalle. Das Rathaus wurde in Stockwerkbauweise errichtet, der rückwärtige Teil (Ostwand) war ursprünglich ein Teil der Friedhofsmauer, auf der das obere Rähm des Erdgeschosses aufliegt. Der Baumeister ist unbekannt, vermutet wird, dass die Anregung für den Bau von Schenk Adolar von Erbach und Bischof Johann III. von Worms (dessen Berater) ausgegangen sein könnte. Eine moderne Replik des Rathauses ist die in den 1970er Jahren errichtete Casa Moellmann im brasilianischen Blumenau.
Burg Michelstadt
Die Burg Michelstadt, auch Kellerei genannt, ist eine im Wesentlichen im 16. Jahrhundert überbaute fränkische frühmittelalterliche Burganlage, die in den Stadtmauer-Ring um Michelstadt integriert ist. Der als Diebsturm bezeichnete westliche Turm wurde um 950 n. Chr. erbaut: Seit etwa 1312 diente er als Gefängnis; daher resultiert die Namensgebung.
Die spätgotische Stadtkirche

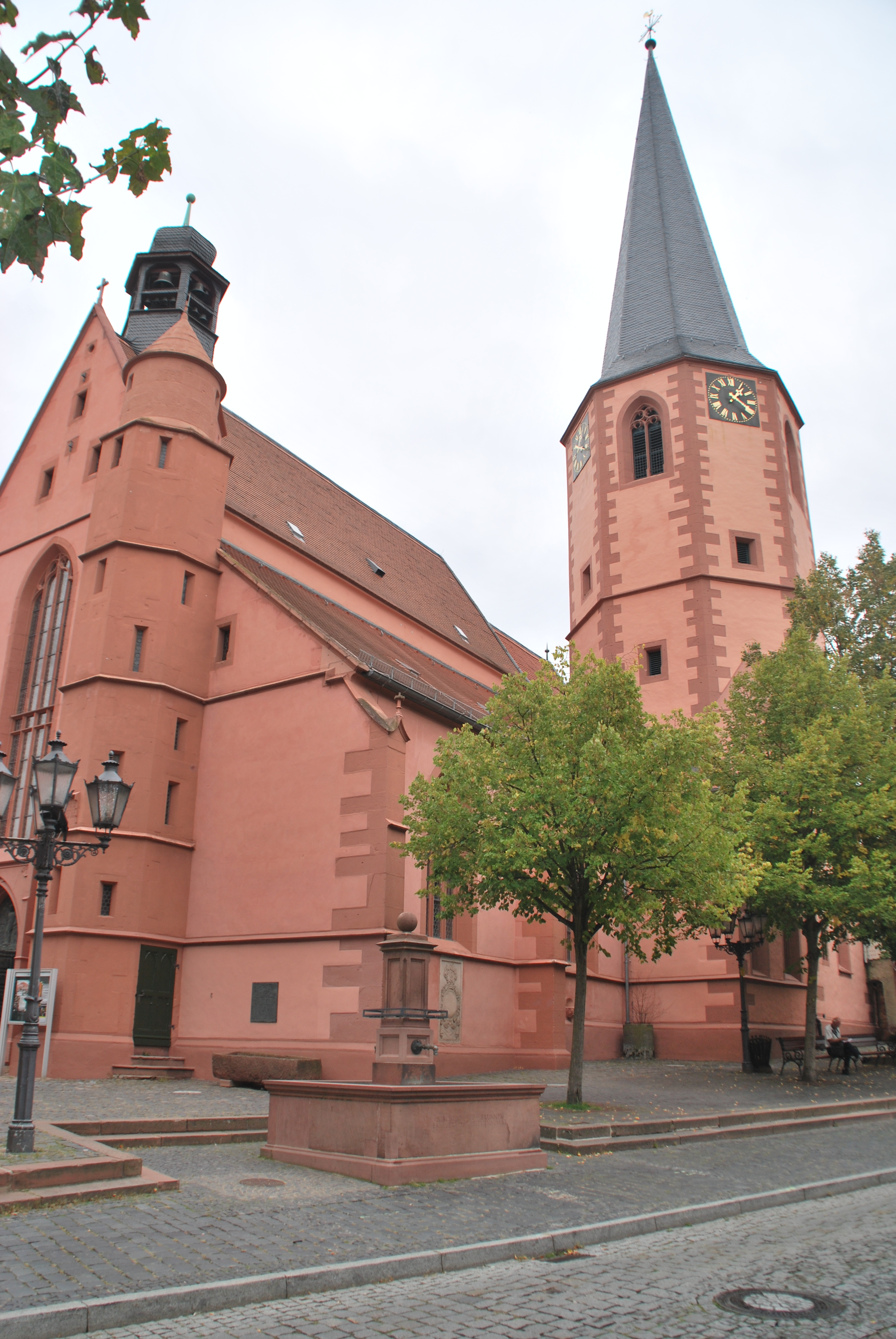
Stadtkirche Michelstadt von 1490

Die 1490 fertiggestellte Stadtkirche wurde als Ersatz für eine in karolingischer Zeit von Einhard an Stelle einer Holzkirche erbauten Steinkirche errichtet. Die Pfeiler des Mittelschiffs sowie die Wände des südlichen und nördlichen Seitenschiffs wurden 1475 gebaut. Der Chor stammt aus dem Jahr 1461, die Nordwand des Vorchors ist noch karolingisch. Sie beherbergte bis in die 1970er Jahre in ihrem Glockenturm eine der wertvollsten Bibliotheken Deutschlands, die über tausend Bände umfassende Bibliothek des aus Michelstadt stammenden Speyerer Domherren Nicolaus Matz, die dieser seiner Vaterstadt und ihren Bürgern zu Ende des 14. Jahrhunderts vererbte. Die Bibliothek ist mittlerweile in einem eigens dafür umgebauten Lagerhaus der Michelstädter Poststation derer von Thurn und Taxis untergebracht. Die Vorgängerin der Stadtkirche wurde neben dem hier erneut hervorspringenden Bach namens „Kiliansfloß“ erbaut. Der gefasste Kiliansfloß speiste neben dem Taufbecken auch alle städtischen Brunnen. Die eigentliche Quelle des Kiliansfloßes liegt jedoch weit außerhalb der Stadt, der Bach verschwindet unweit des Friedhofs in einem Erdloch und entspringt dann wieder mitten in der Stadt.
Einhardsbasilika im Stadtteil Steinbach

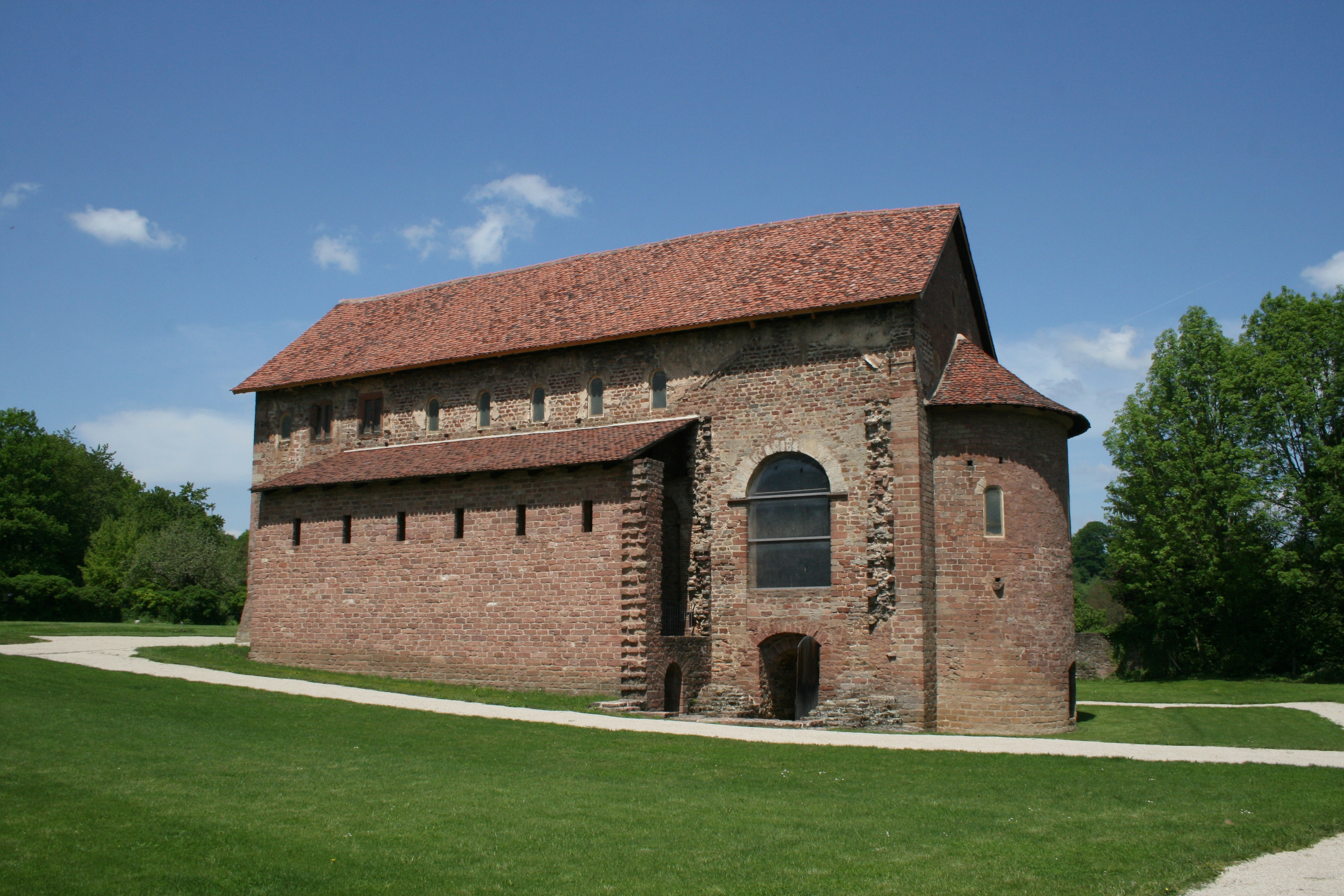
Einhardsbasilika (Steinbach) bei Michelstadt, erbaut um 825

Die Einhardsbasilika wurde von Einhard erbaut, dem Chronisten und Vertrauten Karls des Großen. Die zwischen 824 und 827 errichtete karolingische Kirche ist eines von wenigen in weiten Teilen erhalten gebliebenen karolingischen Bauwerken überhaupt.
Im Auftrage Einhards hatte sein notarius Ratleik in Rom Reliquien der Heiligen Petrus und Marcellinus gestohlen; sie wurden in der Krypta der Basilika aufbewahrt. Als diese begannen, „Blut zu schwitzen“, und zudem Einhards Diener entsprechende Alpträume hatten, kam Einhard zu der Auffassung, dass sich die Gebeine in der Krypta nicht „wohlfühlten“, und daher verlegte er zusammen mit seiner Frau Emma seinen Sitz und die Reliquien nach Ober-Mulinheim am Main, dem heutigen Seligenstadt, das dann auch zu einem Wallfahrtsort mit einer neuen, größeren Basilika wurde. Überliefert ist, dass die gestohlenen Reliquien versteckt von Rom bis Saint-Maurice (Kanton Wallis) transportiert wurden. Von dort wurden sie in einem jubelnden Pilgerzug nach Michelstadt gebracht.
Die Steinbacher Basilika wurde mehrfach umgebaut, erweitert, umgewidmet, diente als Hospital und ab dem 17. Jahrhundert als Scheune. Nach der Wiederentdeckung als karolingisch im Jahr 1873 begann die Erforschung und Sicherung der noch intakten Teile der Basilika. Die Einhards-Basilika war bis 1967 im Besitz der Grafen zu Erbach-Fürstenau. Heute ist das Gelände Eigentum des Landes Hessen.
Das Schloss der Grafen zu Erbach-Fürstenau im Stadtteil Steinbach

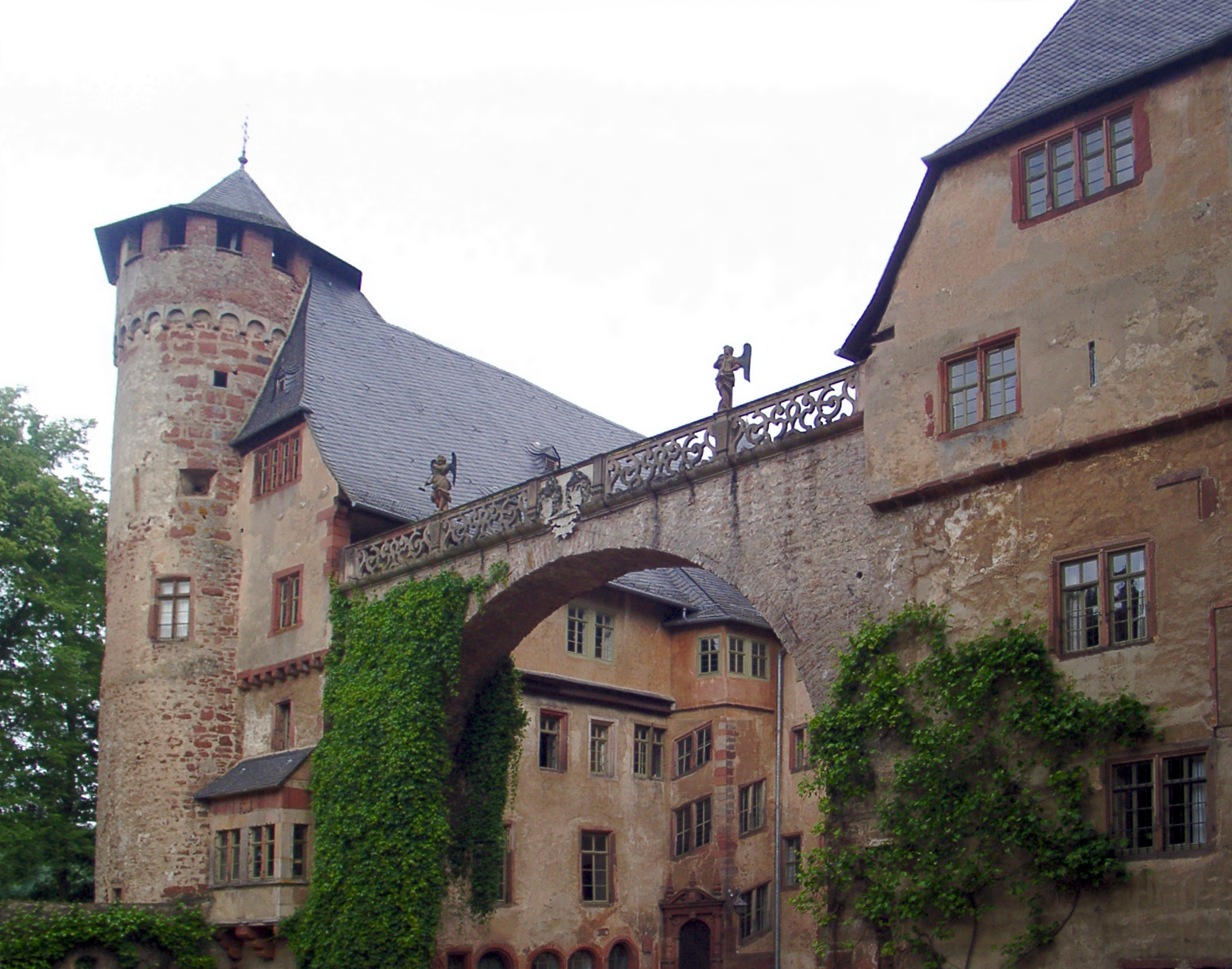
Schloss Fürstenau mit Schmucktorbogen (1588)

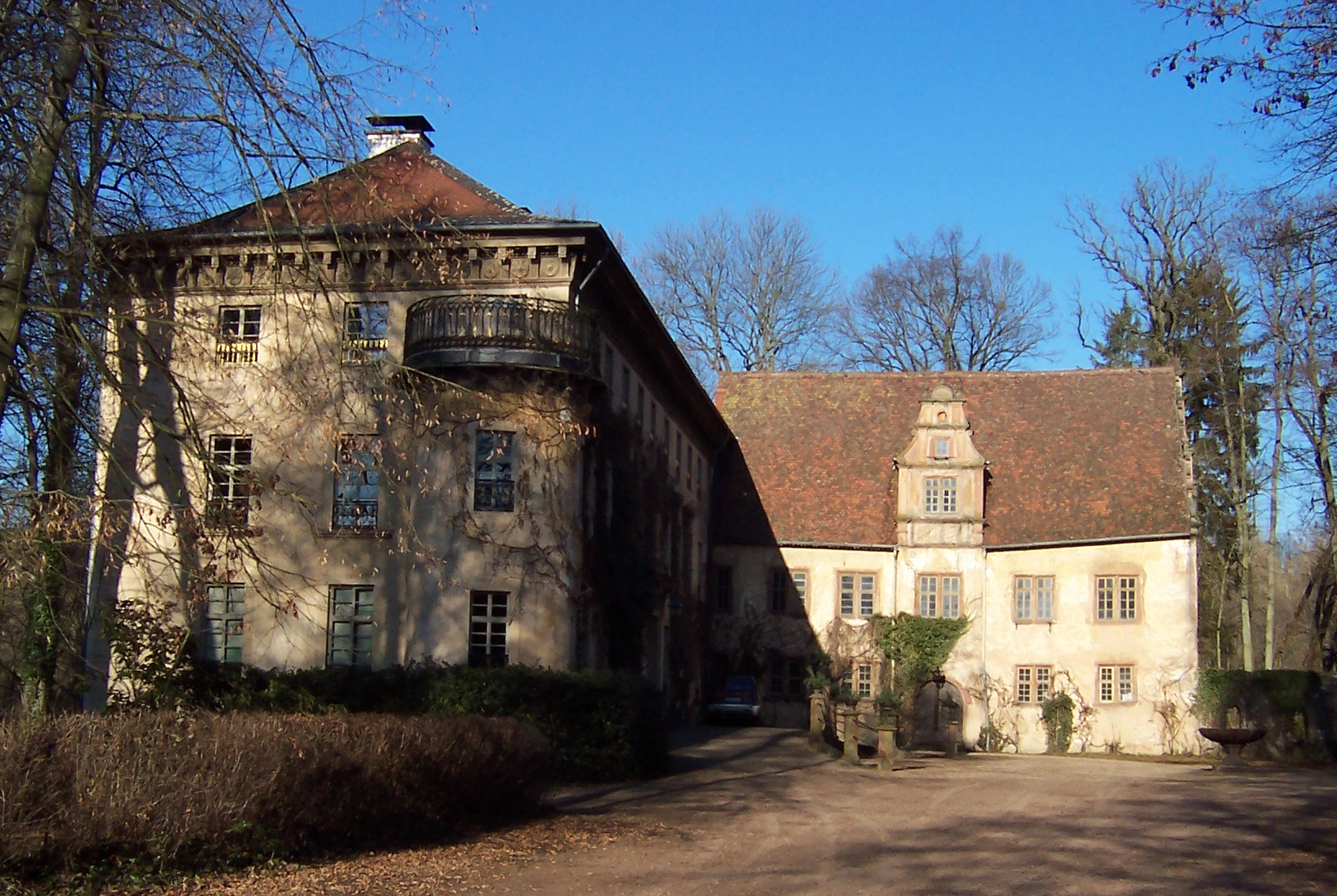
Neues Palais (links) des Schlosses Fürstenau

Das gesamte Schlossensemble ist eine Aneinanderreihung verschiedener Baustile: von Resten der alten kurmainzischen Grenzfestung und Wasserburg (um 1300) auf der Nordseite über die gotischen Arbeiten der Steinmetze, die vom Straßburger Münsterbauhof nach Steinbach kamen, hin zum Renaissance-Stil des gigantischen Torbogens (1588) zwischen den beiden westlichen Ecktürmen der Wasserburg, der die Burgmauer ersetzte und den finsteren und feuchten Burghof zum ehemaligen Burggarten hin öffnete, der Renaissance-Schlossmühle, einer ehemaligen Münzprägestätte (heute eigenes Laufwasserkraftwerk), dem zierlichen barocken Kavaliershaus an der Mümling, dem westlich an die Wasserburg angrenzenden klassizistischen Wohntrakt „Neues Palais“ (1810/1811) und der spätbarocken Orangerie im Schlosspark, der im englischen Stil gestaltet wurde. Im Obergeschoss der Orangerie war das kleine Schlosstheater untergebracht.
Schloss Fürstenau wird noch heute von Nachkommen der Familie Erbach-Fürstenau bewohnt. Die ehemals kurmainzische Wehranlage lag auf dem Grund des Schenken zu Erbach (einem Ahnherrn des damals noch ungeteilten Geschlechts) und kam 1355 in seinen Besitz. Eine Außenbesichtigung des Schlosses ist tagsüber möglich. In der stilvollen äußeren Vorburg mit einem Torbogen von 1765 haben sich in der Vergangenheit einige bekannte bildende Künstler eingerichtet (u. a. im ehemaligen Marstall, nach 1765).
Synagoge
Die 1791 errichtete spätbarocke Synagoge in der Mauerstraße 19 ist eine der wenigen Synagogen in Südhessen, die nach der nationalsozialistischen Judenverfolgung zwischen 1933 und 1945 äußerlich erhalten geblieben ist. Siehe auch unter Museen.
Römerbad und Kastelle

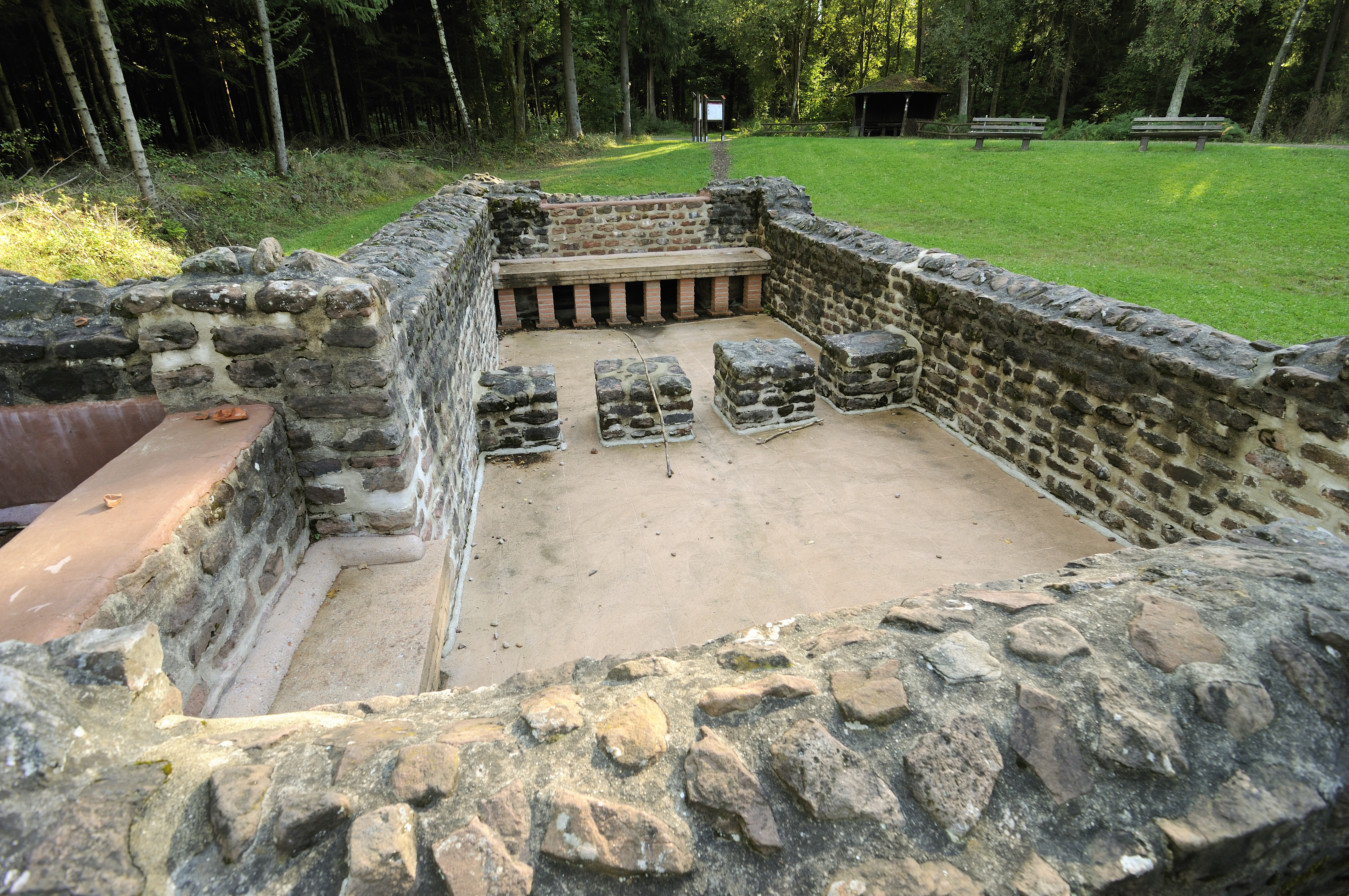
Römerbad Würzberg

In der unmittelbaren Nähe von Würzberg befinden sich mitten auf einer Waldlichtung die Überreste eines römischen Kastells, das als Teil des Neckar-Odenwald-Limes etwa im Jahre 100 nach Christus erbaut wurde und circa 60 Jahre lang benutzt wurde, bevor die Grenzlinie weiter nach Osten verschoben wurde. Das Kastell ist nur noch in seinen Umrissen durch einen Erdwall zu erkennen. Das direkt am Kastell gelegene kleine römische Badehaus hingegen wurde teilweise restauriert, die Böden wiederhergestellt und die Mauern bis in eine Höhe von ungefähr einem Meter aufgebaut. So lässt sich trotz der geringen Größe des Bades, das nur für die circa 120 Mann starke Besatzung des Kastells erbaut wurde, der Aufbau eines römischen Bades erkennen.
Unweit des Ortsteils Vielbrunn sind im Bereich des ehemaligen Jagdschlosses der Fürsten von Löwenstein-Wertheim-Rosenberg auch noch die Spuren des Limes-Kastells Hainhaus im Gelände sichtbar. Ferner befindet sich am östlichen Rande des Michelstädter Gebietes das Kastell Eulbach nahe dem Eulbacher Park, einem englischen Landschaftspark aus dem frühen 19. Jahrhundert mit dem gleichnamigen Jagdschloss und einem angegliederten Wildpark.

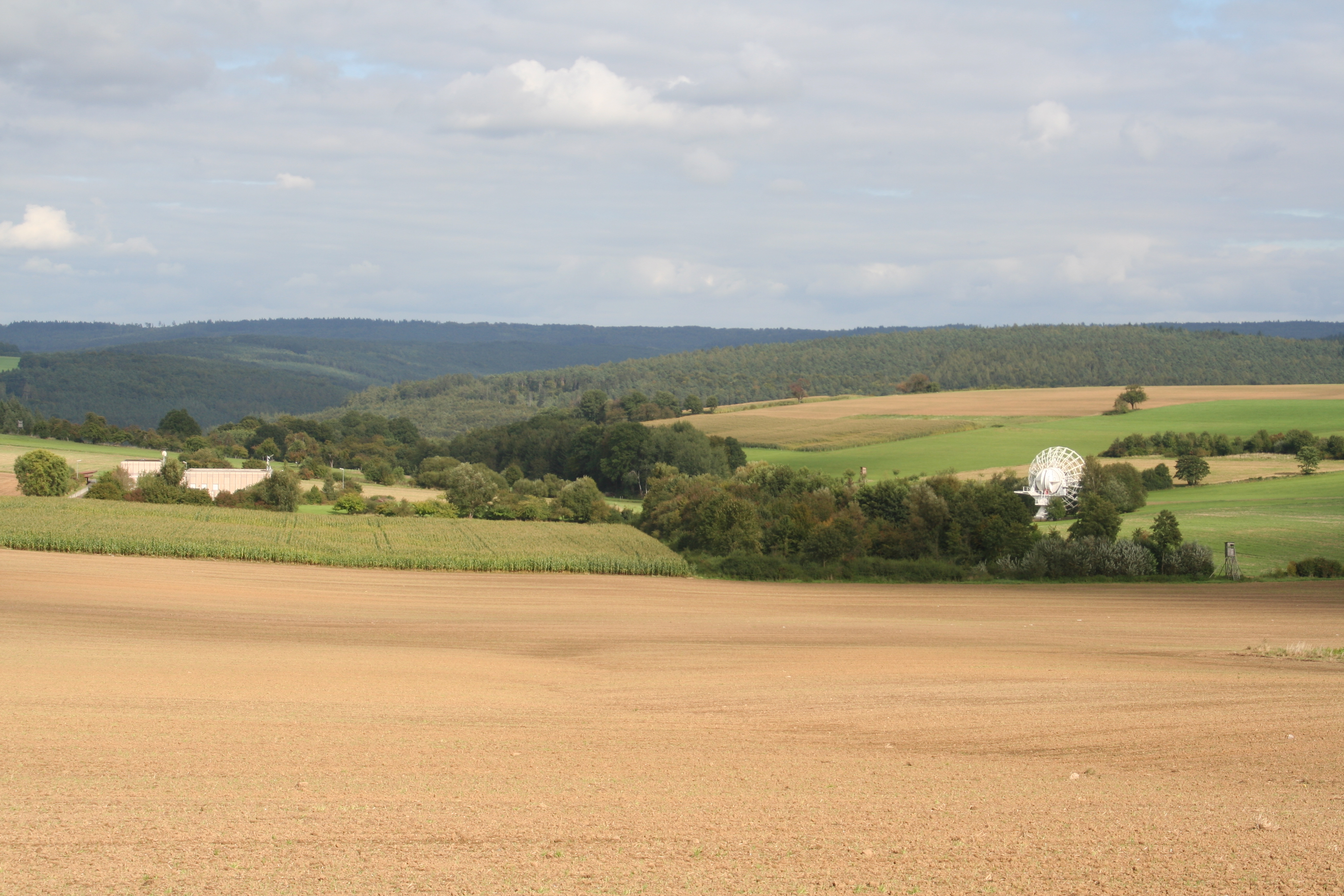
ESOC-Bodenstation Michelstadt

Weitere Bauwerke
- Sendemast Würzberg
- ESOC-Bodenstation Michelstadt

## Natur und Schutzgebiete
Im Stadtgebiet gibt es zwei Naturschutzgebiete: den „Steinbacher Teich und Fürstenauer Park“ bei Schloss Fürstenau und den „Rohrsee von Rehbach“. Außerdem sind 13 bemerkenswerte Einzelbäume und ein geologisches Objekt, „Der Hohle Stein“, als Naturdenkmale ausgewiesen. Auch das Naturdenkmal „Erdbach-Austritt“ in Stockheim, wo eine Karstquelle aus der Erdbachhöhle bei Erbach zutage tritt, liegt auf Michelstädter Gebiet.
Der Lauf der Mümling im Stadtgebiet gehört zum Natura-2000-Schutzgebiet „Oberlauf und Nebenbäche der Mümling“ (FFH-Gebiet 6319-303).

## Regelmäßige Veranstaltungen

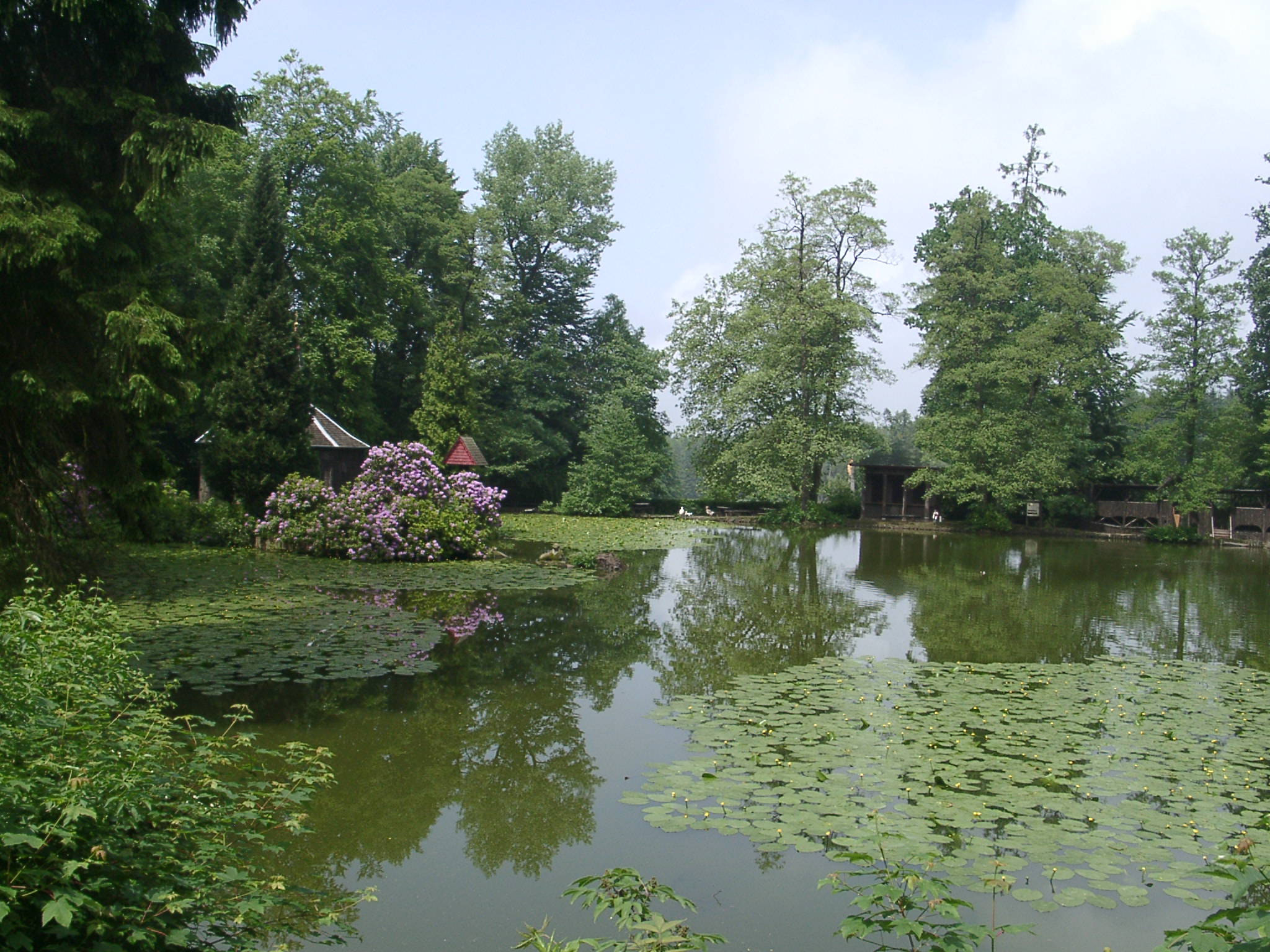
Eulbacher Park

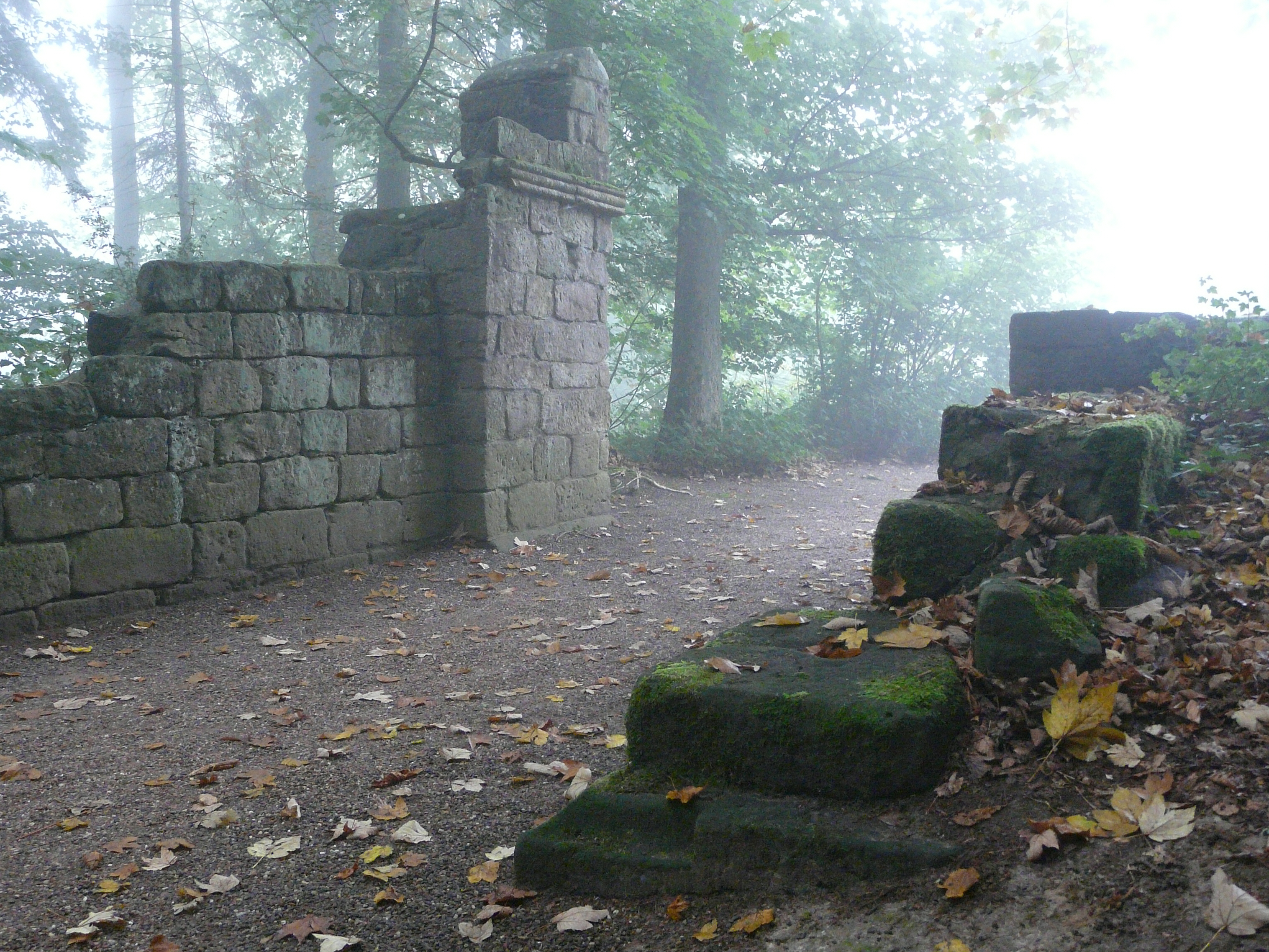
Rekonstruktion des Römerkastells Eulbach

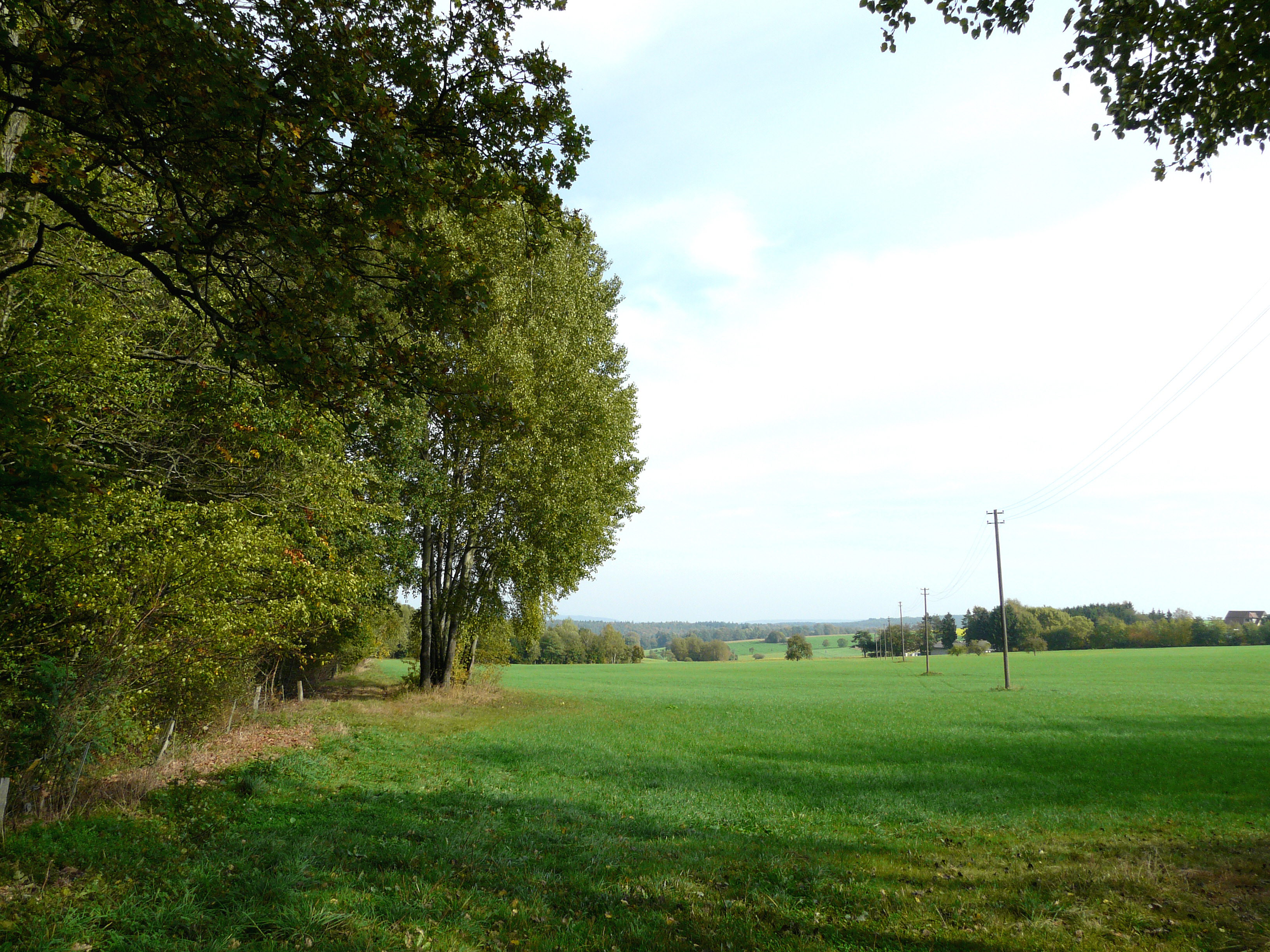
Limeswanderweg zwischen den Turmstellen Wp 10/14 und Wp 10/15 am Odenwaldlimes

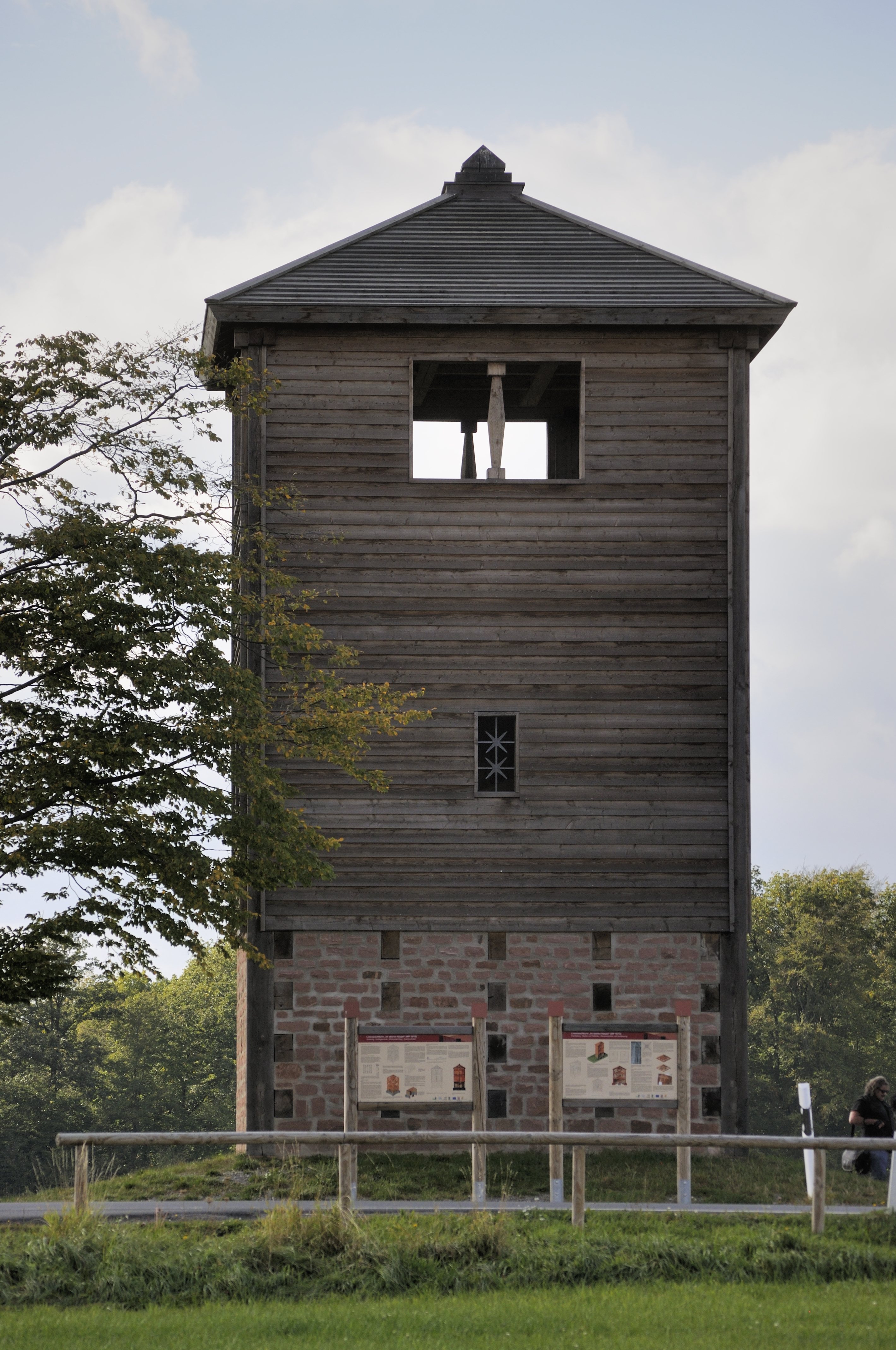
Turmrekonstruktion in der Nähe des Kastells Hainhaus

- „Michelstädter Bienenmarkt“ – Jedes Jahr an Pfingsten, findet seit 1954 statt.
- „Musiknacht“ – Jedes Jahr kurz vor Beginn der hessischen Sommerferien finden in der Altstadt verschiedene Konzertaufführungen statt.
- „Kirchweihfest mit Weinbrunnenfest“ – Aus den Brunnen der Altstadt wird am Weinbrunnenfest ausgeschenkt, die Brunnen werden geschmückt.
- „Michelstädter Weihnachtsmarkt“ – Von Freitag vor dem ersten Advent an bis zum 4. Advent.
- „Erbach-Michelstädter Theatersommer“ – seit 2003 jährliche Freilichtfestspiele im Wechsel mit der Stadt Erbach.
- Wochenmarkt – jeden Freitag auf dem Bienenmarktgelände (Großparkplatz Altstadt, Wiesenweg).

## Wirtschaft und Infrastruktur

### Öffentliche Einrichtungen
Das Amtsgericht Michelstadt, ein Gericht der Ordentlichen Gerichtsbarkeit, hat seinen Sitz in Michelstadt.

### Verkehr
In Michelstadt kreuzen sich die Bundesstraßen 45 und 47, beides alte Handelsstraßen von Frankfurt am Main nach Augsburg bzw. von Worms nach Würzburg. Über die L3349 (Eulbach–Vielbrunn–Seckmauern) und die K94 (Vielbrunn–Laudenbach am Main) gelangt man auf die Bundesstraße 469 Richtung Aschaffenburg und A3.
Die Stadt verfügt über den Bahnhof Michelstadt an der Odenwaldbahn (Eberbach–Erbach–Darmstadt–Frankfurt bzw. –Hanau). Hier halten Züge der VIAS GmbH.
Zudem verfügt Michelstadt über den Flugplatz Michelstadt, der etwa zwei Kilometer westlich der Stadt liegt, und das Segelfluggelände Vielbrunn, das etwa 7,5 km nordöstlich der Stadt im Stadtteil Vielbrunn liegt.
Der innerstädtische Busverkehr erfolgt auf vier Stadtbus-Linien (City Bus).

### Radwanderwege
Entlang der Mümling führen folgende Radwanderwege:
- Der 225 km lange 3-Länder-Radweg führt als Rundweg durch das Dreiländereck von Hessen, Baden-Württemberg und Bayern. Entlang von Mümling, Neckar und Main erkundet die Route den Odenwald.
- Der Mümlingtalradweg R1 ist Teil des Drei-Länder-Radwegs (nach der Mümling) und verbindet über 75 Kilometer Hirschhorn am Neckar mit Obernburg am Main.
- Der Hessische Radfernweg R4 beginnt in Hirschhorn am Neckar und verläuft mit einer Gesamtlänge von 385 Kilometern von Süd nach Nord durch Hessen, entlang von Mümling, Nidda und Schwalm nach Bad Karlshafen an der Weser.

### Bildung
- Stadtschule Michelstadt (Grundschule)
- Schule am Hollerbusch (Grundschule)
- Einhardschule (Grundschule des Stadtteils Steinbach)
- Grundschule Vielbrunn
- Evangelische Grundschule Weiten-Gesäß
- Theodor-Litt-Schule (Real- und Hauptschule)
- Gymnasium Michelstadt
- Berufliches Schulzentrum Odenwaldkreis, umfasst u. a. Berufsschule, Berufsfachschule, Fachoberschule und Berufliches Gymnasium. Heutiger Name: „BSO – Europaschule“.

### Philatelie
Zum Jubiläum „500 Jahre Rathaus Michelstadt“ wurde von der Deutschen Bundespost am 16. Februar 1984 eine Briefmarke herausgegeben. Außerdem gab es dazu einen Ersttagsbrief mit Sonderstempel von Bonn und von Michelstadt. Von 1927 bis 1932 wurde der erste Werbestempel beim Postamt in Michelstadt für die Entwertung von Postwertzeichen verwendet. Auf dem Stempel ist das historische Rathaus von Michelstadt abgebildet (Text des Stempels: Michelstadt (Odenwald) Luftkurort Stadion). Die ersten zwei Ganzsachen (Postkarte mit eingedrucktem Postwertzeichen) mit Motiven von Michelstadt wurden durch die Deutsche Reichspost 1928 verausgabt: als Motive wurden jeweils der historische Ortskern mit dem Rathaus sowie das Stadion in Michelstadt auf den Bildpostkarten abgebildet.

## Persönlichkeiten

### Geboren in Michelstadt

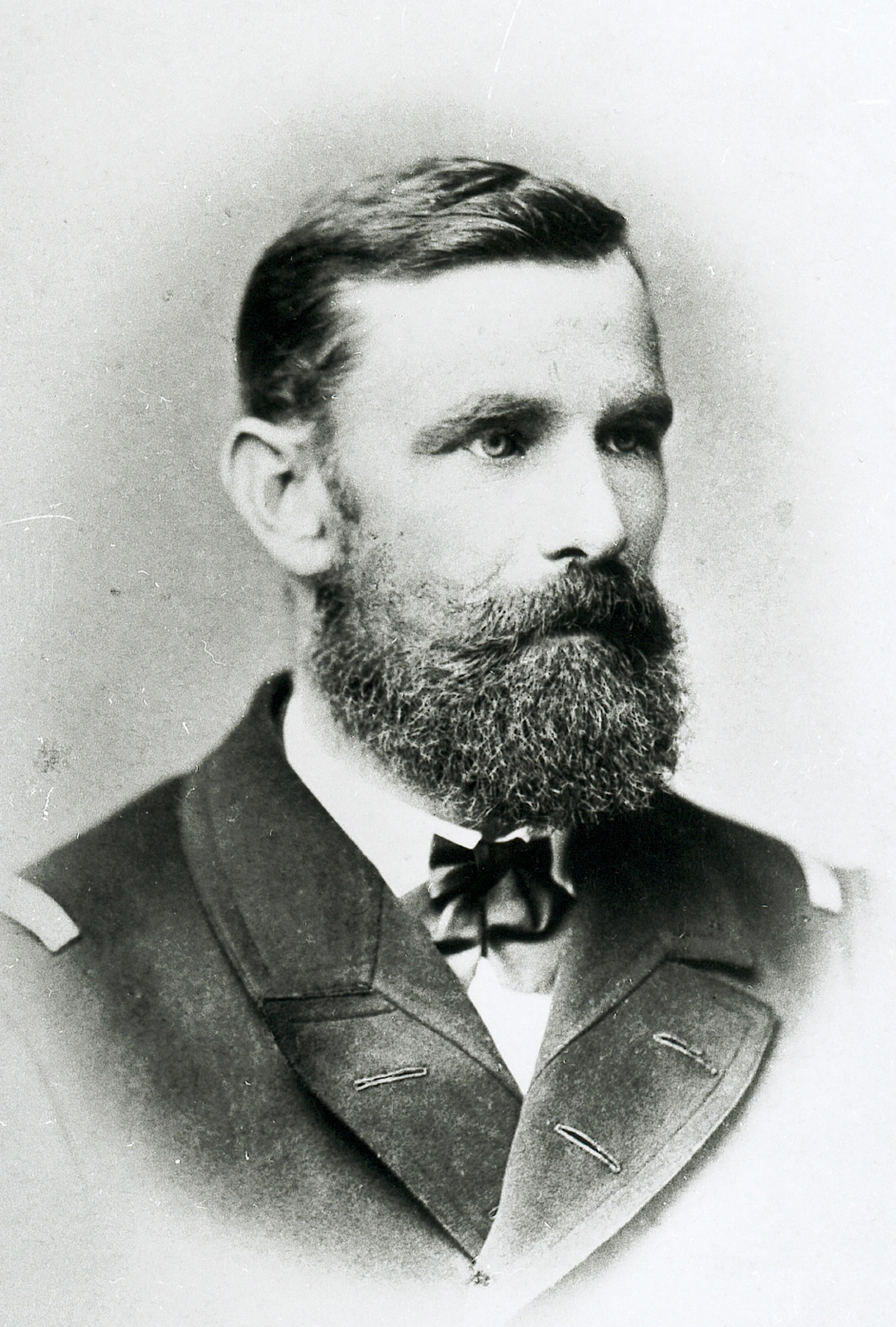
Carl Weyprecht

- Nicolaus Matz (um 1443–1513), Rektor der Universität Freiburg, Domherr in Speyer
- Louise Juliane von Erbach (1603–1670), geboren auf Schloss Fürstenau, Gräfin von Sayn-Wittgenstein-Sayn, zeitweise Regentin
- Caroline von Erbach-Fürstenau (1700–1758), geboren auf Schloss Fürstenau, Herzogin und Regentin von Sachsen-Hildburghausen
- Christian Karl zu Erbach-Fürstenau (1757–1803), geboren auf Schloss Fürstenau, regierender Graf, preußischer Generalmajor
- Seckel Löb Wormser (1768–1847), „Baal Schem von Michelstadt“, Kabbalist
- Albrecht zu Erbach-Fürstenau (1787–1851), geboren auf Schloss Fürstenau, hessischer Standesherr und Politiker, württembergischer Generalmajor
- Ludwig zu Erbach-Fürstenau (1788–1865), geboren auf Schloss Fürstenau, Offizier, hessischer Standesherr und Abgeordneter
- Heinrich Schneider (1790–1850), hessischer Beamter, Politiker und Abgeordneter
- Ludwig Albrecht Braun (1797–1869), evangelischer Theologe und hessischer Landtagsabgeordneter
- Philipp Ludwig Arzt (1799–1875), Unternehmer
- August Huth (1804–1874), evangelischer Theologe
- Ludwig Bogen (1809–1886), Revolutionär, Abgeordneter in der Frankfurter Nationalversammlung
- Otto Zentgraf (1811–1890), hessischer Richter und Abgeordneter
- Friedrich Ludwig Knapp (1814–1904), Chemiker
- Alfred Maul (1828–1907), Turnlehrer, badischer Turnvater und Vorsitzender der Deutschen Turnerschaft
- Hugo zu Erbach-Fürstenau (1832–1894), geboren auf Schloss Fürstenau, Offizier und Politiker, Abgeordneter der Landstände des Großherzogtums Hessen
- Johann Jakob Kredel (1835–1890), Bürgermeister von Michelstadt und Landtagsabgeordneter
- Michael Arzt (1841–1911), Unternehmer
- Georg Häusel (1851–1906), Politiker (NLP), Abgeordneter der 2. Kammer der Landstände des Großherzogtums Hessen
- Carl von Ewald (1852–1932), geboren in Rehbach, Staatsminister des Großherzogtums Hessen und Richter am Reichsgericht
- Friedrich Lang (1855–1932), Gastwirt und Politiker (NLP), Abgeordneter der 2. Kammer der Landstände des Großherzogtums Hessen
- Adolf Spiegel (1856–1938), Chemiker
- Adalbert zu Erbach-Fürstenau (1861–1944), geboren auf Schloss Fürstenau, hessischer Standesherr und Politiker
- Elias zu Erbach-Fürstenau (1866–1950), geboren auf Schloss Fürstenau, Politiker, Abgeordneter der Landstände des Großherzogtums Hessen
- Jakob Horn (1867–1946), geboren in Rehbach, Mathematiker und Hochschullehrer
- Albert Hartmann (1868–1928), Künstler und Hochschullehrer
- Theophil Becker (1872–1933), Sanitätsoffizier, Neurologe und Psychiater
- Ludwig Arzt (1873–1956), Unternehmer
- Heinrich Arzt (1874–1947), Unternehmer
- Wilhelm Horn (1876–1952), geboren in Rehbach, Anglist und Hochschullehrer
- Hugo Arzt (1877–1952), Präsident der Direktionen Oldenburg und Münster der Deutschen Reichsbahn
- Emil Stahl (1879–1956), Politiker (SPD), Reichstagsabgeordneter
- Otto Diehl (1879–1946), Geologe
- Karl Neff (1882–1958), hessischer Landtagsabgeordneter (SPD), Landrat und von 1930 bis 1933 Bürgermeister von Michelstadt
- Heinrich List (1882–1942), geboren in Vielbrunn, Gerechter unter den Völkern, schützte jüdische Bürger vor der Deportation und wurde im KZ Dachau ermordet
- Fritz Kredel (1900–1973), Grafiker und Illustrator
- Otto Rahn (1904–1939), Schriftsteller
- Alfred zu Erbach-Fürstenau (1905–1988), geboren auf Schloss Fürstenau, Politiker (CDU), Abgeordneter im Hessischen Landtag
- Otto Müller (1911–1999), Konservator und Schriftsteller
- Ludwig Köbler (1920–1993), Gewerkschafter und Politiker, 1964–1990 Bürgermeister von Alfeld (Leine)
- Gerhard Ritzel (1923–2000), Diplomat und Botschafter, Ministerialdirigent im Bundeskanzleramt
- Hans Schweizer (1925–2005), Bildhauer und Maler
- Herbert Schnauber (* 1938), Ingenieur, Experte für Qualitätsmanagement
- Rebecca Horn (1944–2024), Künstlerin
- Rolf Beck (* 1945), Chorleiter und Intendant
- Hartmut Barth-Engelbart (* 1947), Autor
- Heinrich J. Dingeldein (* 1953), geboren in Würzberg, Sprach- und Kulturwissenschaftler
- Manfred Seifert (* 1953), Medienkünstler
- Wilfried Ihrig (* 1953), Literaturwissenschaftler und Autor
- Klaus-Peter Walter (* 1955), Schriftsteller und Slawist
- Stefan Seeger (* 1962), Chemiker, Universitätsprofessor und Unternehmer
- Susanne Pfalzner (* 1963), Physikerin

### Mit Michelstadt verbunden
- Einhard (um 770–840), fränkischer Gelehrter, 815–819 Besitzer der Mark Michelstadt, Erbauer der „Einhardsbasilika“
- Christian Scharfenberg (1806–1853), Mediziner, Gründer der Kaltwasseranstalt zu Michelstadt, Ehrenbürger von Michelstadt
- Gustav Simon (1811–1870), evangelischer Theologe, Oberpfarrer, Dekan und Historiker
- Carl Weyprecht (1838–1881), Marineoffizier, Arktisforscher und Geophysiker
- Heinrich Ritzel (1893–1971), 1919 mit 26 Jahren jüngster Bürgermeister Deutschlands in Michelstadt, Bundestagsabgeordneter
- Kanut Schäfer (1894–1971), Schriftsteller
- Heinz Hindorf (1909–1990), Glasfensterkünstler
- Erwin Hasenzahl (1914–2008), Kommunalpolitiker, von 1955 bis 1979 Bürgermeister von Michelstadt
- Gert Silber-Bonz (1930–2023), Unternehmer
- Dieter Eckart (1938–2017), Journalist, Herausgeber der Frankfurter Allgemeinen Zeitung
- Gabriele von Lutzau (* 1954), Bildhauerin, wohnt und arbeitet in Michelstadt
- Bernd Siefert (* 1967), mehrfach ausgezeichneter Konditor
- Dirk Mommertz (* 1974), Pianist
- Senay Gueler (* 1976), DJ, Musiker und Schauspieler
- Jessica Schwarz (* 1977), Moderatorin und Schauspielerin